# Пясино
Пя̀сино е сладководно езеро в Азиатската част на Русия, разположено на границата между югозападната част на Северосибирската низина и северозападната част на платото Путорана, в Таймирски Долгано-Ненецки район на Красноярски край.
С площ от 735 km2 езерото е 3-то по големина в Красноярски край след Таймирското и Хантайското и 18-о също по площ в Русия.
Езерото Пясино е разположено на границата между югозападната част на Северосибирската низина и северозападната част на платото Путорана, на територията на Таймирския (Долгано-Ненецки) автономен окръг на Красноярски край, на 28 m н.в. То заема дъното на древна ледникова долина, преградена от север с моренен вал. Бреговете му са предимно полегати, на места заблатени, а от южната и източната част са малко по-високи и покрити с иглолистни гори.
Климатът в района е много суров, като първите устойчиви студове настъпват в края на септември и завършват в началото на юли. Тук са регистрирани температури до -55 °C, съпроводени със силни ветрове. Лятото е кратко (от края на юни до края на август), прохладно (10,7 °C) и облачно. Средната годишна температурна амплитуда достига да 96 °C. Средногодишната относителна влажност на въздуха е около 76%.
Площта на водното огледало е 735 km2, обемът 3 km3, дължина от север на юг 70 km, максимална ширина 15 km и максимална дълбочина 8 m (средна дълбочина 4 m). В сравнение с другите езера в този район езерото Пясино е относително плитко.
Водосборният басейн на Пясино е 24 000 km2 и се простира основно в северозападните части на платото Путорана. Най-големият приток на езерото е река Норилска, на която е разположен град Норилск, вливаща се от юг в него. Другите притоци (Амбарная, Бучека-Юрях, Вологочан, Данги, Коева, Мокулай, Самоедска Речка, Тулаек-Таас, Шчуча и др.) са незначителни. От североизточния ъгъл на езерото изтича голямата река Пясина, която се влива в Пясинския залив на Карско море.
Водният баланс на езерото е следният: приток – речни води 17,9 km3, валежи 3,1 km3; разход – отток 19,3 km3, изпарение 1,7 km3.
Средния многогодишен диапазон на колебанията на езерното ниво е около 6,5 m. Суровия климат в района на езерото обуславя и продължителното му заледяване – над 260 дни в годината. Езерото замръзва в началото на октомври, а се размразява в края на юни или началото на юли. Въпреки че езерото се намира само на 20 km северно от град Норилск то е слабо изследвано. Водата му е хидрокарбонатно-калциева, но има преходен характер към сулфатна. Химическият състав и кечеството на водата коренно се различават в северната и южната му част. Минерализацията на водата се изменя от 70 мг/л в северната част до 118 мг/л в южната.
Езерото Пясино е заключителното звено на Норило-Пясинската езерна система и изпълнява ролята на регулатор и утаител на изхвърляните в него отровни вещества от Норилския минно-металургичен комплекс, особено на тежки метали (мед и никел) и нефто продукти. Водата в езерото се оценява като много замърсена, състоянието на екосистемата като кризисно, а в южния район на езерото – критическо.
Първи достоверни сведения за езерото и неговия регион дава експедицията на руския лейтенант Харитон Лаптев през 1741 г. по време на изследванията му на п-ов Таймир. Сто години по-късно, през 1843 г. руският географ от немски произход Александър Мидендорф извършва първите физикогеографски изследвания и топографски измервания на езерото и районът му. През 1921 – 22 г. руският геолог Николай Урванцев заедно с топографа Базенов извършват подробна топографска снимка на цялото езеро, на базата на която е изчертана и първата му достоверна карта.

## Топографски карти
- Лист от карта R-45-XV,XVI оз. Половинное. Мащаб: 1 : 200 000. Указать дату выпуска/состояния местности.
- Лист от карта R-45-XVII,XVIII Курья. Мащаб: 1 : 200 000. Указать дату выпуска/состояния местности.
- Лист от карта R-45-XXI,XXII Дудинка. Мащаб: 1 : 200 000. Указать дату выпуска/состояния местности.
- Лист от карта R-45-XXIII,XXIV Норильск. Мащаб: 1 : 200 000. Указать дату выпуска/состояния местности.